# Bad Homburg Open 2025
Bad Homburg Open 2025 — тенісний турнір, що проходив на трав'яних кортах у місті Бад-Гомбург, Німеччина з 23 червня. Належав до категорії WTA 500.

## Фінальна частина

### Одиночний розряд
Джессіка Пегула —  Іга Свьонтек 6–4, 7–5

### Парний розряд
Ґо Ханю /   Олександра Панова —  Людмила Кіченок /  Еллен Перес 4–6, 7–6(7–4), [10–5]